# Dreischwanzbarsche
Die Gattung der Dreischwanzbarsche (Lobotes) besteht aus zwei sehr ähnlichen Arten, Lobotes pacificus, der im östlichen Pazifik vom Golf von Kalifornien bis Peru vorkommt, und Lobotes surinamensis, der fast weltweit küstennah in gemäßigt temperierten, subtropischen und tropischen Meeren vorkommt.

## Merkmale
Dreischwanzbarsche erreichen eine maximale Körperlänge von 1,10 Meter und haben einen hochrückigen Körper, der eine bräunliche, scheckige oder marmorierte Farbe hat. Schwanzflosse, Rücken- und Afterflosse sind abgerundet. Der abgerundete, weichstrahlige Teil von Rücken- und Afterflosse reicht bis weit nach hinten, so dass sich der Eindruck von drei Schwanzflossen ergibt. Der Kopf ist dreieckig, der Gaumen zahnlos.
- Flossenformel: Dorsale VI–XII/13–19, Anale III/8–18.

Junge Dreischwanzbarsche ähneln im Wasser treibenden Blättern (Mimikry) und lassen sich passiv mit den Wellen umhertreiben. Sie flüchten erst, wenn man sich auf wenige Zentimeter genähert hat. Eier und Larven sind wahrscheinlich pelagisch.

## Systematik

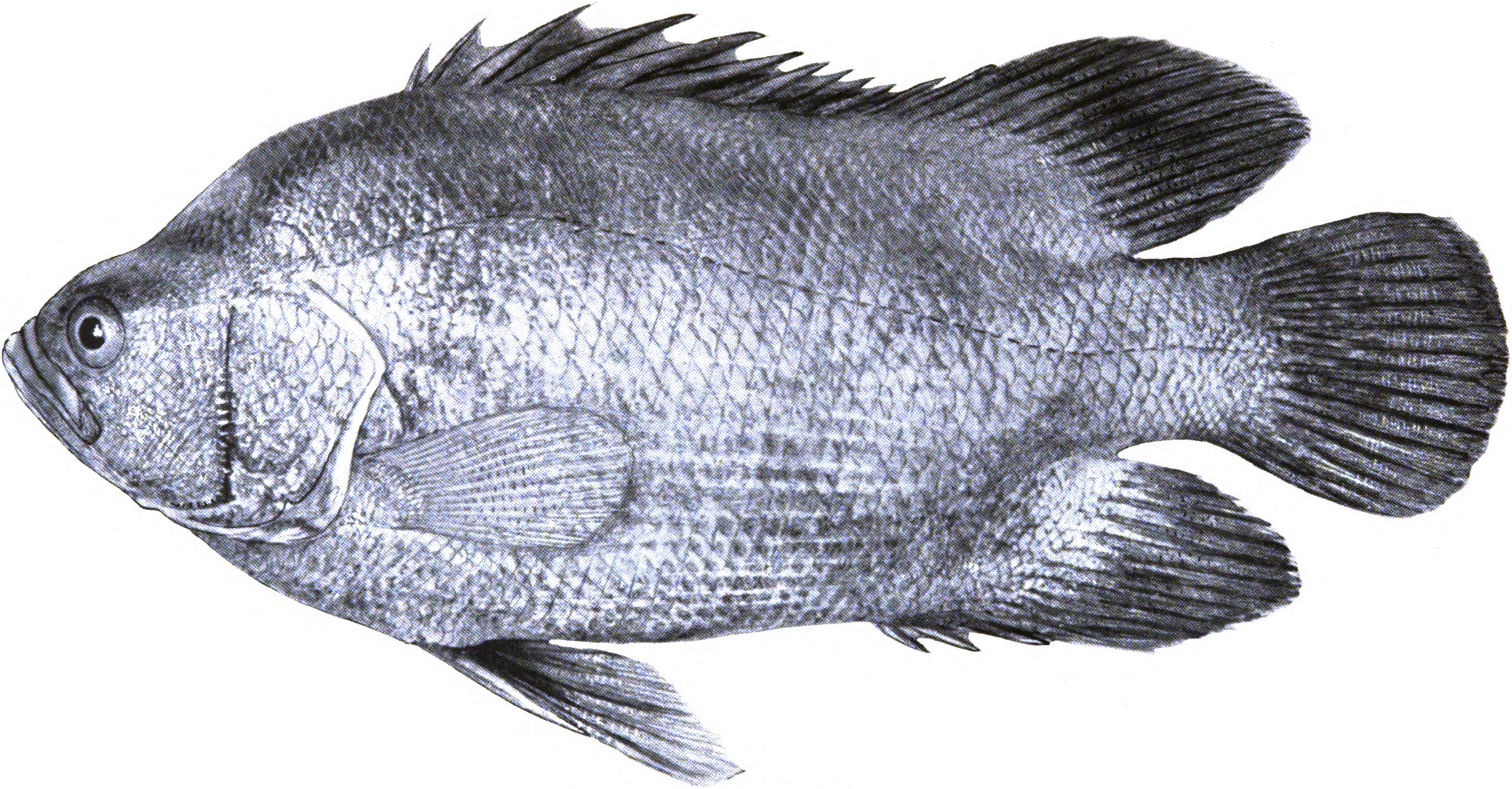
Lobotes pacificus

Die Gattung Lobotes wurde im Jahr 1830 durch den französischen Naturforscher Georges Cuvier eingeführt. Dreischwanzbarsche, Tigerbarsche (Datnioides) und die Gattung Hapalogenys, die früher meist in die Familie der Süßlippen und Grunzer (Haemulidae) gestellt wurde, sind nah verwandt. In Joseph S. Nelsons Fishes of the World, einem Standardwerk zur Fischsystematik, bildet Lobotes zusammen mit Datnioides die Familie Lobotidae, die im Jahr 1861 durch den US-amerikanischen Ichthyologen Theodore Nicholas Gill eingeführt wurde. Die australischen Ichthyologen Anthony Gill und Jeffrey M. Leis stellten im Oktober 2019 auch Hapalogenys in die Lobotidae. Gleichzeitig stellten sie die Lobotidae in die Ordnung der Doktorfischartigen (Acanthuriformes). Die Lobotidae teilen mit den übrigen Doktorfischartigen ein einzigartiges Merkmal (eine Synapomorphie), die zu Diagnose der Ordnung herangezogen wurde. Bei den Larven und adulten Exemplaren der Lobotidae und der übrigen Doktorfischartigen wachsen die nachwachsenden Zähne an den Außenseiten der Kiefer und ersetzen gruppenweise ihre Vorgänger.

## Arten
- Lobotes pacificus  Gilbert in Jordan & Evermann, 1898
- Lobotes surinamensis (Bloch, 1790)